# Viviz
Viviz (koreanisch 비비지, stilisierte Schreibweise VIVIZ) ist eine südkoreanische Girlgroup der vierten K-Pop-Generation, die 2021 von BPM Entertainment gegründet wurde. Die Gruppe besteht aus den ehemaligen GFriend Mitgliedern Eunha, SinB und Umji. Viviz hatte ihr Debüt am 9. Februar 2022, mit ihrer ersten EP Beam of Prism. Der offizielle Fanclub-Name lautet Na.V.

## Name
Der Name der Gruppe, „Viviz“, ist eine Abkürzung für „VIVId dayZ“ (vivid days), was das Versprechen der Mitglieder, „der Welt gegenüber stolz ihre eigenen Farben zu präsentieren“, widerspiegeln soll. Außerdem ist die koreanische Aussprache des Namens „bi-bi-ji“, was eine Referenz zu den Namen der einzelnen Mitglieder: Eunha (Jung Eun-bi), SinB (Hwang Eun-bi) und Umji ist.

## Geschichte
Am 6. Oktober 2021 wurde angekündigt, dass Eunha, SinB und Umji, drei von sechs ehemaligen Mitgliedern der Gruppe GFriend, nun unter Vertrag von BPM Entertainment stehen und als Trio debütieren werden. Am 8. Oktober wurde der Name der Gruppe, Viviz, vorgestellt.
Am 24. Januar 2022 hat BPM Entertainment verkündet, dass die Gruppe ihr Debüt am 9. Februar 2022 mit der Veröffentlichung ihrer ersten EP Beam of Prism haben wird.
Am 26. April 2022 trat Viviz bei Grammy’s Global Spin auf – einer Videoserie der Recording Academy, die einzigartige Künstler aus aller Welt vorstellt. Sie führten ihre Debütsingle „Bop Bop!“ im Dongdaemun Design Plaza in Seoul auf. Das Trio war die erste K-Pop-Girlgroup überhaupt, die in der Serie zu sehen war.
Vom 31. März bis 2. Juni 2022 trat Viviz in der Mnet Reality-Wettbewerbssendung „Queendom 2“ auf, wo sie mit dem 3. Platz abschließen konnten.
Am 6. Juli 2022 hatte die Gruppe ihr erstes Comeback mit ihrer zweiten EP Summer Vibe.

## Mitglieder
| Name       | Geburtsname         | Geburtstag (Alter)   | Geburtsort | Position          |
| ---------- | ------------------- | -------------------- | ---------- | ----------------- |
| Eunha 은하 | Jung Eun-bi 정은비  | 30. Mai 1997 (27)    | Seoul      | Main Vocal        |
| SinB 신비  | Hwang Eun-bi 황은비 | 3. Juni 1998 (26)    | Cheongju   | Vocal, Main Dance |
| Umji 엄지  | Kim Ye-won 김예원   | 19. August 1998 (26) | Incheon    | Vocal, Lead Dance |

## Diskografie

### EPs
| Jahr | Titel Musiklabel (Vertrieb)                           | Höchstplatzierung, Gesamtwochen, AuszeichnungChartsChartplatzierungen (Jahr, Titel, Musiklabel [Vertrieb], Platzierungen, Wochen, Auszeichnungen, Anmerkungen) | Anmerkungen                            |
| Jahr | Titel Musiklabel (Vertrieb)                           | KR | Anmerkungen                            |
| ---- | ----------------------------------------------------- | --- | -------------------------------------- |
| 2022 | Beam of Prism BPM Entertainment (Kakao Entertainment) | KR2 (3 Wo.)KR | Erstveröffentlichung: 9. Februar 2022  |
| 2022 | Summer Vibe BPM Entertainment (Kakao Entertainment)   | KR8 (3 Wo.)KR | Erstveröffentlichung: 6. Juli 2022     |
| 2023 | VarioUS BPM Entertainment (Kakao Entertainment)       | KR4 (2 Wo.)KR | Erstveröffentlichung: 31. Januar 2023  |
| 2023 | Versus BPM Entertainment (Kakao Entertainment)        | KR9 (1 Wo.)KR | Erstveröffentlichung: 2. November 2023 |
| 2024 | Voyage BPM Entertainment (Kakao Entertainment)        | KR14 (3 Wo.)KR | Erstveröffentlichung: 7. November 2024 |

### Singles
| Jahr | Titel Album            | Höchstplatzierung, Gesamtwochen, AuszeichnungChartsChartplatzierungen (Jahr, Titel, Album, Platzierungen, Wochen, Auszeichnungen, Anmerkungen) | Anmerkungen                           |
| Jahr | Titel Album            | KR | Anmerkungen                           |
| ---- | ---------------------- | --- | ------------------------------------- |
| 2022 | Bop Bop! Beam of Prism | KR102 (12 Wo.)KR | Erstveröffentlichung: 9. Februar 2022 |
| 2022 | Loveade Summer Vibe    | KR192 (1 Wo.)KR | Erstveröffentlichung: 6. Juli 2022    |
| 2023 | Pull Up Various        | KR151 (1 Wo.)KR | Erstveröffentlichung: 2023            |
| 2023 | Maniac Versus          | KR14 (42 Wo.)KR | Erstveröffentlichung: 2023            |
| 2024 | Shhh! Voyage           | — | Erstveröffentlichung: 2024            |

## Auszeichnungen
Musikshows
| Jahr | Datum       | Titel    |
| ---- | ----------- | -------- |
| 2022 | 17. Februar | Bop Bop! |

| Jahr | Datum       | Titel    |
| ---- | ----------- | -------- |
| 2022 | 16. Februar | Bop Bop! |